# Simulator de divinitate
Un simulator de divinitate este un joc de simulare a vieții artificiale care plasează jucătorul în postura de a controla jocul la scară largă, ca o entitate cu puteri divine și supranaturale, ca un mare conducător sau fără un personaj specific (ca în Spore), și îi oferă responsabilitatea de a influența și supraveghea un mediu de joc populat de personaje autonome.

## Definiție
Simulatoarele de divinitate sunt o subcategorie a jocurilor de viață artificială, unde jucătorii folosesc puteri supranaturale pentru a influența indirect o populație de închinători simulați. Ele sunt, de asemenea, catalogate ca o subcategorie a jocurilor video de strategie, deși, spre deosebire de acestea, jucătorii nu pot da ordine directe unităților individuale. Genul este, de asemenea, distinct de simulatoarele de construcție și management, deoarece gameplay-ul se concentrează pe creșterea și utilizarea puterilor supranaturale pentru a influența indirect închinătorii – cum ar fi stabilirea unei ținte pentru ca aceștia să o cucerească sau crearea de dezastre naturale pentru a afecta oponenții. Aceste jocuri sunt de obicei doar pentru un singur jucător și jucate împotriva unui inamic controlat de calculator, dar unele implică competiții între mai mulți jucători rivali.

## Design
Simulatoarele de divinitate permit jucătorilor să preia rolul unei divinități cu puteri limitate, asemănătoare zeilor din mitologia Greciei Antice. Puterea jucătorului provine din închinători simulați, care sunt de obicei simpli sau tribali. Este comun ca personajele din aceste jocuri să arate la fel. Primele jocuri de acest gen includeau doar modele de bărbați și femei adulți, în timp ce jocul Black and White a introdus și copii. Jucătorii trebuie să gestioneze resurse precum puterea sau mana, care sunt derivate din mărimea și prosperitatea populației de închinători. Puterea este consumată prin utilizarea abilităților divine pentru a ajuta închinătorii, cum ar fi binecuvântarea recoltelor sau nivelarea terenurilor pentru agricultură mai eficientă. Acest lucru creează un cerc virtuos: mai multă putere permite ajutor mai mare pentru populație, care la rândul ei sporește puterea jucătorului. Totuși, abilitățile mai puternice cer mai multă energie și de obicei au forma unor dezastre naturale care afectează populațiile rivale, mai degrabă decât să îmbunătățească viața închinătorilor proprii. Jocurile utilizează de regulă o perspectivă aeriană de sus, similară jocurilor de strategie în timp real.
Aceste jocuri sunt considerate un subgen al jocurilor de viață artificială deoarece jucătorii întrețin o populație de oameni simulați pe care o controlează doar indirect. Deși au trăsături comune cu simulările de construcție și management și cu strategiile în timp real, jucătorii nu pot comanda direct unitățile individuale. Totuși, pot concura cu alți jucători care controlează propriile populații. În plus, jucătorilor li se oferă puteri divine, cum ar fi controlul vremii, transformarea peisajului și binecuvântarea sau blestemarea diferitelor populații.

## Istoric
Deși există numeroase influențe asupra acestui gen, primul joc de simulator de divinitate este considerat în mod larg Populous din 1989. Creat de Peter Molyneux de la Bullfrog Productions, jocul a stabilit un model de gameplay unde puterile divine ale jucătorului creșteau în funcție de populația de închinători. Jucătorii primeau puteri supranaturale asupra pământului și naturii, care puteau fi folosite în scopuri bune sau rele. Acest stil de joc a fost imitat și de alte jocuri de strategie în timp real care ofereau un control mai direct. Exemple notabile de hibrizi ai genului includ ActRaiser pentru Super Nintendo în 1990, precum și Dungeon Keeper, dezvoltată de Molyneux în 1997.
Atât Black & White, cât și Godus au fost profund influențate de seria Populous.